# Serie A 2019/20
De Serie A 2019/20 was het 118de voetbalkampioenschap in Italië en het 88e seizoen van de Serie A, de hoogste voetbaldivisie in Italië. Het seizoen ging van start op 26 augustus 2019 en zou duren tot 24 mei 2020. Echter legde de Italiaanse regering op 9 maart 2020 alle nationale sportevenementen stil vanwege de uitbraak van het coronavirus in Italië. Pas op 22 juni werd de competitie hervat met de 27ste speeldag. Vervolgens werden alle wedstrijden zonder publiek afgewerkt. Op 26 juli kroonde Juventus zich voor de 36e keer in het bestaan tot landskampioen. Het seizoen werd uiteindelijk afgerond op 2 augustus 2020.
Deelnemers waren zeventien clubs van het vorige seizoen en de gepromoveerde teams uit de Serie B van het seizoen 2019/20. Dit waren kampioen Brescia, runner-up US Lecce en play-offwinnaar Hellas Verona. Brescia en Lecce degradeerden echter direct aan het eind van het seizoen weer.

## Eindstand
| Pos | Club           | Gs | W  | G  | V  | Pnt | Dv | Dt | Ds  |
| --- | -------------- | -- | -- | -- | -- | --- | -- | -- | --- |
| 1.  | Juventus       | 38 | 26 | 5  | 7  | 83  | 76 | 43 | +33 |
| 2.  | Internazionale | 38 | 24 | 10 | 4  | 82  | 81 | 36 | +45 |
| 3.  | Atalanta       | 38 | 23 | 9  | 6  | 78  | 98 | 48 | +50 |
| 4.  | Lazio          | 38 | 24 | 6  | 8  | 78  | 79 | 42 | +37 |
| 5.  | AS Roma        | 38 | 21 | 7  | 10 | 70  | 77 | 51 | +26 |
| 6.  | AC Milan       | 38 | 19 | 9  | 10 | 66  | 63 | 46 | +17 |
| 7.  | Napoli         | 38 | 18 | 8  | 12 | 62  | 61 | 50 | +11 |
| 8.  | Sassuolo       | 38 | 14 | 9  | 15 | 51  | 69 | 63 | +6  |
| 9.  | Fiorentina     | 38 | 12 | 13 | 13 | 49  | 51 | 48 | +3  |
| 10. | Parma          | 38 | 14 | 7  | 17 | 49  | 56 | 56 | 0   |
| 11. | Hellas Verona  | 38 | 12 | 12 | 13 | 49  | 47 | 51 | –4  |
| 12. | Bologna        | 38 | 12 | 11 | 15 | 47  | 52 | 65 | −13 |
| 13. | Cagliari       | 38 | 11 | 12 | 15 | 45  | 52 | 56 | –4  |
| 14. | Udinese        | 38 | 12 | 9  | 17 | 45  | 37 | 51 | −14 |
| 15. | Sampdoria      | 38 | 12 | 6  | 20 | 42  | 48 | 65 | −17 |
| 16. | Torino         | 38 | 11 | 7  | 20 | 40  | 46 | 68 | −22 |
| 17. | Genoa          | 38 | 10 | 9  | 19 | 39  | 47 | 73 | −26 |
| 18. | Lecce          | 38 | 9  | 8  | 21 | 35  | 52 | 85 | −33 |
| 19. | Brescia        | 38 | 6  | 7  | 25 | 25  | 35 | 79 | −44 |
| 20. | SPAL           | 38 | 5  | 5  | 28 | 20  | 27 | 77 | −50 |

### Legenda
| Kleur | Kwalificatie voor                      |
| ----- | -------------------------------------- |
|       | Groepsfase Champions League            |
|       | Groepsfase Europa League               |
|       | Tweede kwalificatieronde Europa League |
|       | Degradatie naar Serie B                |

## Statistieken

### Topscorers
| Rang | Naam              | Club             | Goals |
| ---- | ----------------- | ---------------- | ----- |
| 1.   | Ciro Immobile     | Lazio            | 36    |
| 2.   | Cristiano Ronaldo | Juventus         | 31    |
| 3.   | Romelu Lukaku     | Internazionale   | 23    |
| 4.   | Francesco Caputo  | Sassuolo         | 21    |
| 5.   | João Pedro        | Cagliari Calcio  | 18    |
| 5.   | Luis Muriel       | Atalanta Bergamo | 18    |
| 5.   | Duvan Zapata      | Atalanta Bergamo | 18    |
| 8.   | Andrea Belotti    | Torino           | 16    |
| 8.   | Edin Dzeko        | AS Roma          | 16    |
| 10.  | Josip Ilicic      | Atalanta Bergamo | 15    |

### Assists
| Rang | Naam               | Club              | Assists |
| ---- | ------------------ | ----------------- | ------- |
| 1.   | Alejandro Gómez    | Atalanta          | 16      |
| 2.   | Luis Alberto       | Lazio             | 15      |
| 3.   | Domenico Berardi   | Sassuolo          | 10      |
| 4.   | Ciro Immobile      | Lazio Roma        | 9       |
| 4.   | Lorenzo Pellegrini | AS Roma           | 9       |
| 4.   | Hakan Çalhanoğlu   | AC Milan          | 9       |
| 7.   | Dejan Kulusevski   | Parma Calcio 1913 | 8       |
| 7.   | Robin Gosens       | Atalanta Bergamo  | 8       |
| 7.   | Alexis Sánchez     | Internazionale    | 8       |

Atalanta · 
Bologna · 
Cagliari · 
Como · 
Empoli · 
Fiorentina · 
Genoa · 
Hellas Verona · 
Internazionale · 
Juventus · 
Lazio · 
Lecce · 
Milan · 
Monza · 
Napoli · 
Parma · 
Roma · 
Torino · 
Udinese · 
Venezia
Scudetto:
1898 ·
1899 ·
1900 ·
1901 ·
1902 ·
1903 ·
1904 ·
1905 ·
1906 ·
1907 ·
1908 ·
1909 ·
1909/10 ·
1910/11 ·
1911/12 ·
1912/13 ·
1913/14 ·
1914/15 ·
1915/16 · 1916/17 · 1917/18 · 1918/19 · 
1919/20 ·
1920/21 ·
1921/22 ·
1922/23 ·
1923/24 ·
1924/25 ·
1925/26 ·
1926/27 ·
1927/28 ·
1928/29

Serie A:
1929/30 ·
1930/31 ·
1931/32 ·
1932/33 ·
1933/34 ·
1934/35 ·
1935/36 ·
1936/37 ·
1937/38 ·
1938/39 ·
1939/40 ·
1940/41 ·
1941/42 ·
1942/43 ·
1944/45 ·
1945/46 ·
1946/47 ·
1947/48 ·
1948/49 ·
1949/50 ·
1950/51 ·
1951/52 ·
1952/53 ·
1953/54 ·
1954/55 ·
1955/56 ·
1956/57 ·
1957/58 ·
1958/59 ·
1959/60 ·
1960/61 ·
1961/62 ·
1962/63 ·
1963/64 ·
1964/65 ·
1965/66 ·
1966/67 ·
1967/68 ·
1968/69 ·
1969/70 ·
1970/71 ·
1971/72 ·
1972/73 ·
1973/74 ·
1974/75 ·
1975/76 ·
1976/77 ·
1977/78 ·
1978/79 ·
1979/80 ·
1980/81 ·
1981/82 ·
1982/83 ·
1983/84 ·
1984/85 ·
1985/86 ·
1986/87 ·
1987/88 ·
1988/89 ·
1989/90 ·
1990/91 ·
1991/92 ·
1992/93 ·
1993/94 ·
1994/95 ·
1995/96 ·
1996/97 ·
1997/98 ·
1998/99 ·
1999/00 ·
2000/01 ·
2001/02 ·
2002/03 ·
2003/04 ·
2004/05 ·
2005/06 ·
2006/07 ·
2007/08 ·
2008/09 ·
2009/10 ·
2010/11 ·
2011/12 ·
2012/13 ·
2013/14 ·
2014/15 ·
2015/16 ·
2016/17 .
2017/18 ·
2018/19 ·
2019/20 ·
2020/21 ·
2021/22 ·
2022/23 ·
2023/24 .
2024/25
Nationale competities:
Albanië · Andorra · Armenië · België · Bosnië en Herzegovina · Bulgarije · Cyprus · Denemarken · Duitsland · Engeland · Estland ('19 '20) · Faeröer ('19 '20) · Finland ('19 '20) · Frankrijk · Gibraltar · Griekenland · Hongarije · IJsland ('19 '20) · Ierland ('19 '20) · Israël · Italië · Kazachstan ('19 '20) · Kroatië · Letland ('19 '20) · Litouwen ('19 '20) · Luxemburg · Malta · Moldavië ('19 '20) · Montenegro · Nederland · Noord-Ierland · Noord-Macedonië · Noorwegen ('19 '20) · Oekraïne · Oostenrijk · Polen · Portugal · Roemenië · Rusland · San Marino · Schotland · Servië · Slovenië · Slowakije · Spanje · Tsjechië · Turkije · Wales · Zweden ('19 '20) · Zwitserland
Europese competities: Super Cup 2019 · Champions League · Europa League